# Bahía Latitud
Bahía Latitud está situada en la costa sur de la isla Desolación en el sector de las islas del NO del archipiélago de la Tierra del Fuego en la región austral de Chile. 
Administrativamente pertenece a la comuna de Punta Arenas, provincia de Magallanes de la Región de Magallanes y la Antártica Chilena.
A comienzos del siglo XXI este pueblo había sido prácticamente extinguido por la acción del hombre blanco.

## Ubicación
Sector de las islas del Noroeste
Se encuentra en el sector de las islas del NO del archipiélago de Tierra del Fuego sobre la costa sur de la isla Desolación y desde el punto de vista orográfico en el sector de la zona cordillerana o insular. Sus coordenadas son 53°19′S 74°16′O. Existe plano inglés de la bahía en el portafolio de cartas publicadas por el SHOA de la Armada de Chile. 
Se abre en la costa occidental de la isla Recalada y al socaire de la isla Inman. Es un buen fondeadero aunque un poco expuesto a la marejada del NW. Hay agua y leña en abundancia.

## Características geográficas
Reina casi permanentemente el mal tiempo, lluvia copiosa, cielo nublado. Clima marítimo con temperatura pareja durante todo el año. El viento predominante es del oeste.
Hay bayas silvestres y un tipo de alga marina. Abundan los gansos y patos silvestres. En su costa se obtienen choros, lapas y erizos. Llegan a la caleta lobos de mar, nutrias, delfines y ballenas.

## Historia
Cuarta Etapa - trabajos del Beagle
Canales fueguinos - Historia
Sus costas fueron recorridas por los kawésqar desde hace más de 6000 años hasta mediados del siglo XX. A comienzos del siglo XXI este pueblo había sido prácticamente extinguido por la acción del hombre blanco.
A fines del siglo XVIII, a partir del año 1788 comenzaron a llegar a la zona los balleneros, los loberos y cazadores de focas ingleses y estadounidenses y finalmente los chilotes.
Las siguientes expediciones efectuaron trabajos hidrográficos en el sector de bahía Latitud:
- 1774 - James Cook en diciembre, recorrió y levantó sectores de la costa oceánica del archipiélago de  Tierra del Fuego desde el cabo Deseado hasta el cabo de Hornos. HMS Resolution . Segundo viaje. Expedición inglesa.
- 1829 - Robert Fitz Roy en el primer viaje del HMS Beagle. Expedición inglesa.

El 19 de diciembre de 1829 el comandante Robert Fitz Roy con el HMS Beagle fondeó en esta bahía y estuvo trabajando ahí hasta el 28 del mismo mes. Cuando arribó había una gran humareda y encontró una canoa con 16 indígenas a bordo. Durante la estadía los fueguinos le pegaron al patrón de una de las embarcaciones y le quitaron algunas ropas. Obtuvo buenas observaciones para la latitud por lo que al lugar lo llamó bahía Latitud.